# Cantón de Ligny-le-Châtel
El cantón de Ligny-le-Châtel era una división administrativa francesa, que estaba situada en el departamento de Yonne y la región de Borgoña.

## Composición
El cantón estaba formado por doce comunas:
- La Chapelle-Vaupelteigne
- Lignorelles
- Ligny-le-Châtel
- Maligny
- Méré
- Montigny-la-Resle
- Pontigny
- Rouvray
- Varennes
- Venouse
- Villeneuve-Saint-Salves
- Villy

## Supresión del cantón de Ligny-le-Châtel
En aplicación del Decreto n.º 2014-156 de 13 de febrero de 2014, el cantón de Ligny-le-Châtel fue suprimido el 22 de marzo de 2015 y sus 12 comunas pasaron a formar parte del nuevo cantón de Chablis.